# Хоцума Цутае
Хоцума Цутае (яп. 秀真伝 / ホツマツタヱ) — японська епічна поема, що містить альтернативні версії японських міфів. Розмір — більш 10 000 сторінок. Мова твору — ямато-котоба, давня форма японської мови.

## Авторство
Автори твору — Кусімікатама (правий міністр в період керування імператора Дзімму та Охотатанеко, живший за часів правління імператора Кейко. Кусімікатама написав дві перші книги, Охотатанеко додав третю.

## Сюжет
Поема складається з трьох книг — Книги Неба, Книги Землі та Книги Людини. Вона розповідає історію богів, населивших Японію (згідно з текстом) в давні (в тому числі відносно часу створення твору) часи, які датуються приблизно 8 сторіччям до н. е. — 3 ст. н. е.